# Tp-1 (1943)
Tp-1 – polski kuter torpedowy z okresu zimnej wojny, a wcześniej radziecki TK-76, jeden z dwóch pozyskanych przez Polskę okrętów projektu D-3. Okręt został zbudowany w 1943 roku w stoczni numer 5 w Leningradzie, a do służby w Marynarce Wojennej ZSRR przyjęto go 4 lipca 1943 roku. Po zakończeniu II wojny światowej jednostka została przekazana Polsce przez ZSRR na poczet części niemieckich reparacji wojennych i weszła w skład Marynarki Wojennej 5 kwietnia 1946 roku. Okręt, oznaczony podczas służby znakami burtowymi Tp-1, ST-81, KT-81 i 801, został skreślony z listy floty w sierpniu 1963 roku.

## Projekt i budowa
Prace nad nowym typem kutra torpedowego rozpoczęto w ZSRR jesienią 1935 roku. Okręty, zaprojektowane w stoczni nr 5 w Leningradzie, miały zwiększoną wytrzymałość konstrukcji, drewniany kadłub i trójśrubowy napęd.
TK-76 zbudowany został w 1943 roku w stoczni numer 5 w Leningradzie. Do służby w Marynarce Wojennej ZSRR wszedł 4 lipca 1943 roku.

## Dane taktyczno-techniczne

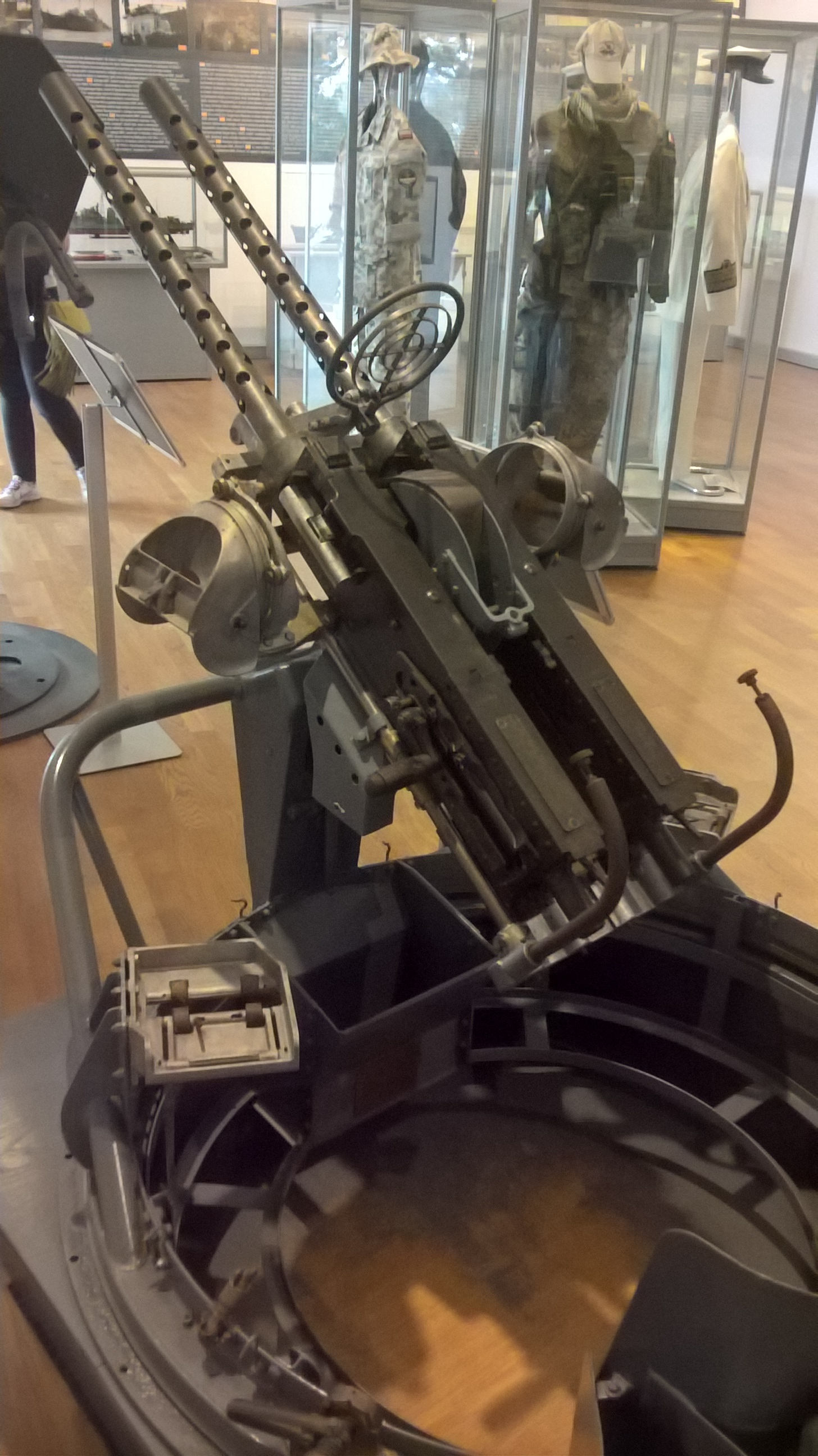
Podwójnie sprzężone wkm Colt-Browning M2 kal. 12,7 mm, Muzeum Marynarki Wojennej w Gdyni.

Okręt był niewielkim kutrem torpedowym. Długość całkowita wykonanego z drewna kadłuba wynosiła 22,6 metra, szerokość 4,1 metra i zanurzenie 1,6 metra. Wyporność standardowa wynosiła 32 tony, a pełna 35 ton. Okręt napędzany był przez trzy silniki wysokoprężne Packard o łącznej mocy 3600 koni mechanicznych (KM). Trzy wały napędowe poruszały trzema śrubami. Maksymalna prędkość okrętu wynosiła 35 węzłów, a ekonomiczna – 27 węzłów. Okręt zabierał 5 ton paliwa, co pozwalało osiągnąć zasięg wynoszący 500 Mm przy prędkości 16 węzłów.
Jednostka przenosiła dwie torpedy kal. 533 mm, zrzucane na burty. Uzbrojenie artyleryjskie jednostki stanowiło pojedyncze automatyczne działko Oerlikon kal. 20 mm oraz cztery karabiny maszynowe Colt (2 x II). Broń ZOP stanowiły dwie ramowe zrzutnie bomb głębinowych (z łącznym zapasem 4 bomb).
Załoga okrętu składała się z 12 oficerów, podoficerów i marynarzy.

## Służba
TK-76 służył początkowo we Flocie Bałtyckiej. W 1946 roku jednostka wraz z 22 innymi okrętami została przekazana Polsce przez ZSRR na poczet części niemieckich reparacji wojennych. 5 kwietnia 1946 roku kuter pod oznaczeniem Tp-1 został przyjęty w skład Marynarki Wojennej. Okręt, klasyfikowany do 1953 roku jako ścigacz torpedowy, wchodził początkowo w skład Grupy Kutrów Torpedowych, następnie trzeciej grupy Dywizjonu Ścigaczy i ostatecznie Dywizjonu Kutrów Torpedowych. W ciągu służby nosił kolejne oznaczenia: ST-81 (od czerwca 1952 roku), KT-81 (od 1955 roku) i 801 (od stycznia 1960 roku). W 1954 roku jednostka przeszła remont i przebudowę: usunięto działko Oerlikon oraz karabiny maszynowe Colt, montując w zamian dwa zdwojone stanowiska wkm kal. 12,7 mm DSzK 2M-1; prócz tego dokonano wymiany poszycia i zmieniono kształt nadbudówki, co upodobniło okręt do bliźniaczego KT-82. W 1958 roku kuter przekazano Wyższej Szkole Marynarki Wojennej, gdzie pływał w charakterze jednostki szkolnej (wchodząc w skład Grupy Szkolnych Kutrów Torpedowych w Gdyni). Okręt został skreślony z listy floty 31 sierpnia 1963 roku.